# Macrotyloma geocarpum
Macrotyloma geocarpum är en ärtväxtart som först beskrevs av Hermann August Theodor Harms, och fick sitt nu gällande namn av Marechal och Jean C. Baudet. Macrotyloma geocarpum ingår i släktet Macrotyloma och familjen ärtväxter. IUCN kategoriserar arten globalt som livskraftig. Inga underarter finns listade i Catalogue of Life.

## Bildgalleri

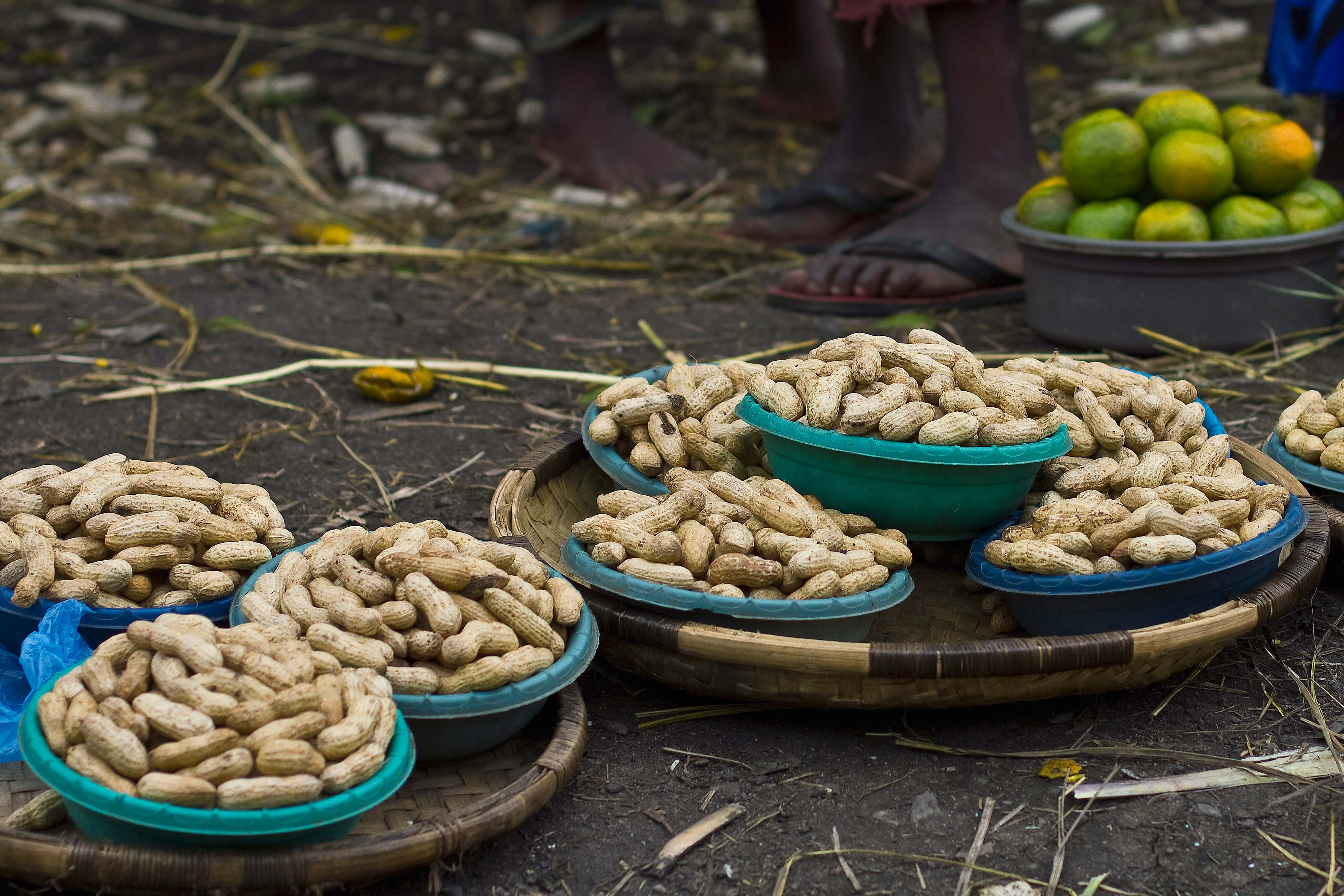